# Brooke Bond
Pour les articles homonymes, voir Brooke.

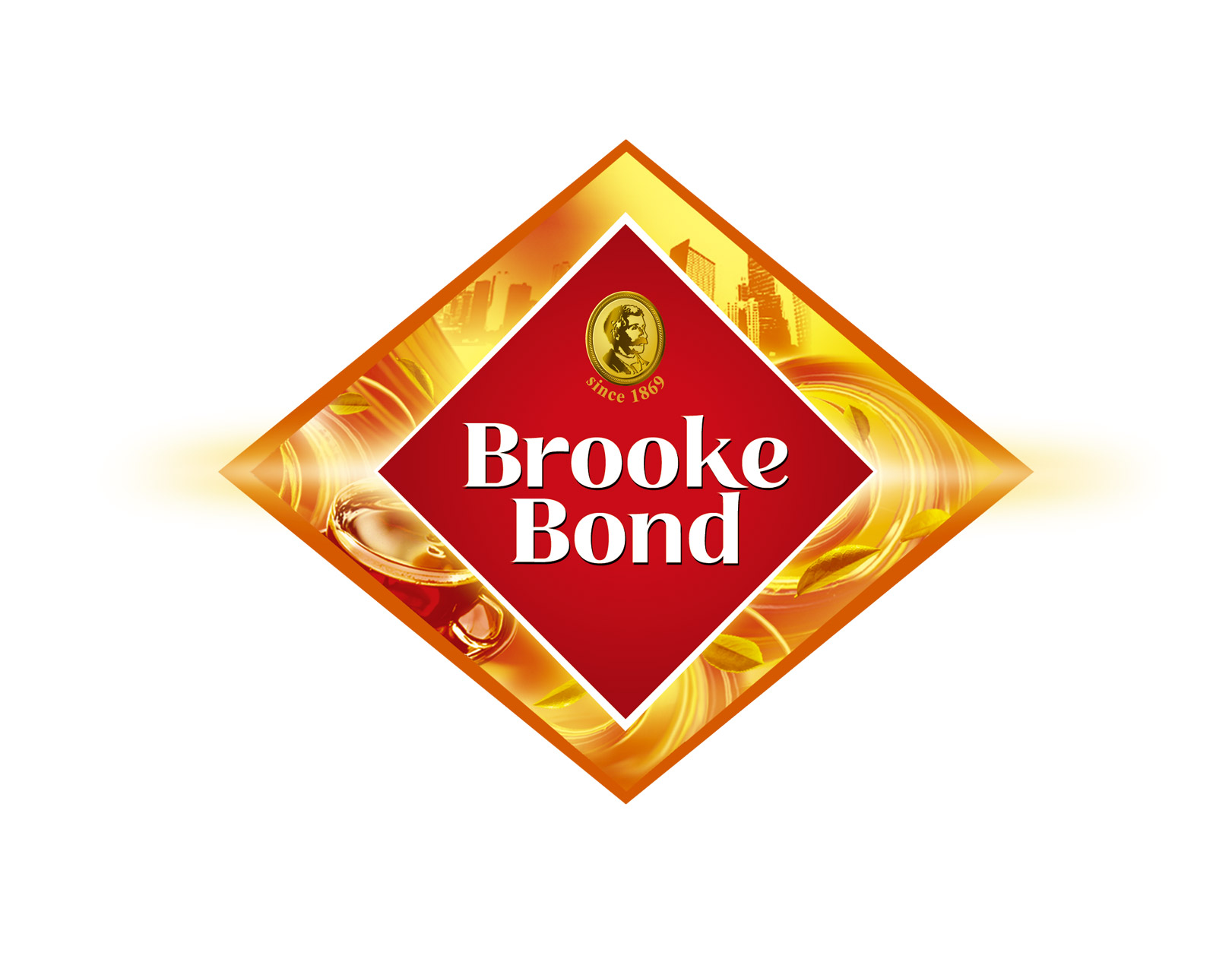
Brooke Bond

Brooke Bond est une marque de thé britannique possédée par le groupe Unilever.
L'entrepreneur Arthur Brooke ouvre son premier commerce en 1869 à Manchester, donnant naissance à la compagnie « Brooke, Bond & Co. ». Le nom de « Bond » ne fait pas référence à une personne : Brooke l'a choisi parce qu'il sonnait bien.
En 1930, la compagnie lance la marque PG Tips. À partir des années 1950, les paquets de thé Brooke Bond incluent des cartes illustrées à collectionner sur la nature (plusieurs sont l'œuvre du peintre Charles Tunnicliffe) ou l'histoire. Les dernières cartes ont été distribuées en 1999, mais elles restent des objets de collection.
Brooke Bond fusionne avec Liebig en 1968. « Brooke Bond Liebig » est racheté par Unilever en 1984. Depuis, le nom « Brooke Bond » a cessé d'être utilisé par Unilever au Royaume-Uni, mais la marque existe toujours dans d'autres pays, par exemple en Russie.